# Calycera boopidea
Calycera boopidea är en calyceraväxtart som beskrevs av Cristóbal Mariá Hicken. Calycera boopidea ingår i släktet Calycera och familjen calyceraväxter. Inga underarter finns listade i Catalogue of Life.